# Улица Черепанова (Екатеринбург)
Улица Черепа́нова — магистральная улица в жилых районах «Заречный» и Вокзальный Верх-Исетского и Железнодорожного административных районов Екатеринбурга.

## История
Улица возникла в ходе реконструкции жилого района «Заречный» в 1980-е годы. Своё название улица получила в честь Сергея Александровича Черепанова (1881—1918) — большевистского деятеля и члена РСДРП(б), убитого белыми.
Современная застройка улицы преимущественно жилая, многоэтажная (9—16 этажей).

## Расположение и благоустройство
Улица проходит с запада на восток-юго-восток, приблизительно параллельно линии Транссибирской магистрали. Начинается от пересечения с улицей Бебеля и заканчивается после улицы Готвальда. Переходит в улицу Стрелочников. Пересечений с другими улицами нет. С нечётной стороны к улице примыкает Товарная улица, ранее этот участок до Стрелочников и был улицей Товарной.
Протяжённость улицы составляет около 1900 метров. Ширина проезжей части — в среднем около 8 м (по одной полосе в каждую сторону движения). На протяжении улицы имеется два светофора (на перекрёстках улиц Бебеля и Готвальда) и два нерегулируемых пешеходных перехода (напротив домов № 9, № 18). Улица оборудована тротуарами (не на всём протяжении) и уличным освещением. На участке улицы около примыкания Товарной улицы через улицу проходит ветка железной дороги. Нумерация домов начинается от улицы Бебеля.

## Примечательные здания и сооружения
- № 12 — 9-этажный многоподъездный жилой дом постройки 1985—1986 годов, один из самых многоквартирных домов г. Екатеринбурга до конца 2000-х годов (около 670 квартир[3]).
- № 22а — детский сад № 248.
- № 28а — детский сад № 152.

## Транспорт
Автомобильное движение на всей протяжённости улицы двустороннее.

### Наземный общественный транспорт
Улица является важной внутрирайонной транспортной магистралью. По улице осуществляется автобусное движение (маршруты № 61).

### Ближайшие станции метро
Действующих станций метро поблизости нет, линий Екатеринбургского метрополитена в район улицы проводить не запланировано.